# 東鳴尾站
東鳴尾站（日语：／ Higashi-Naruo eki */?）是位於日本兵庫縣西宮市東鳴尾町，屬於阪神電氣鐵道武庫川線的鐵路車站。車站編號為HS 53。

## 車站構造
此站為島式月台1面2線的地面車站。

### 月台配置
| 月台           | 路線     | 目的地         |
| -------------- | -------- | -------------- |
| 西側（入口側） | 武庫川線 | 武庫川方向     |
| 東側（對側）   | 武庫川線 | 往武庫川團地前 |

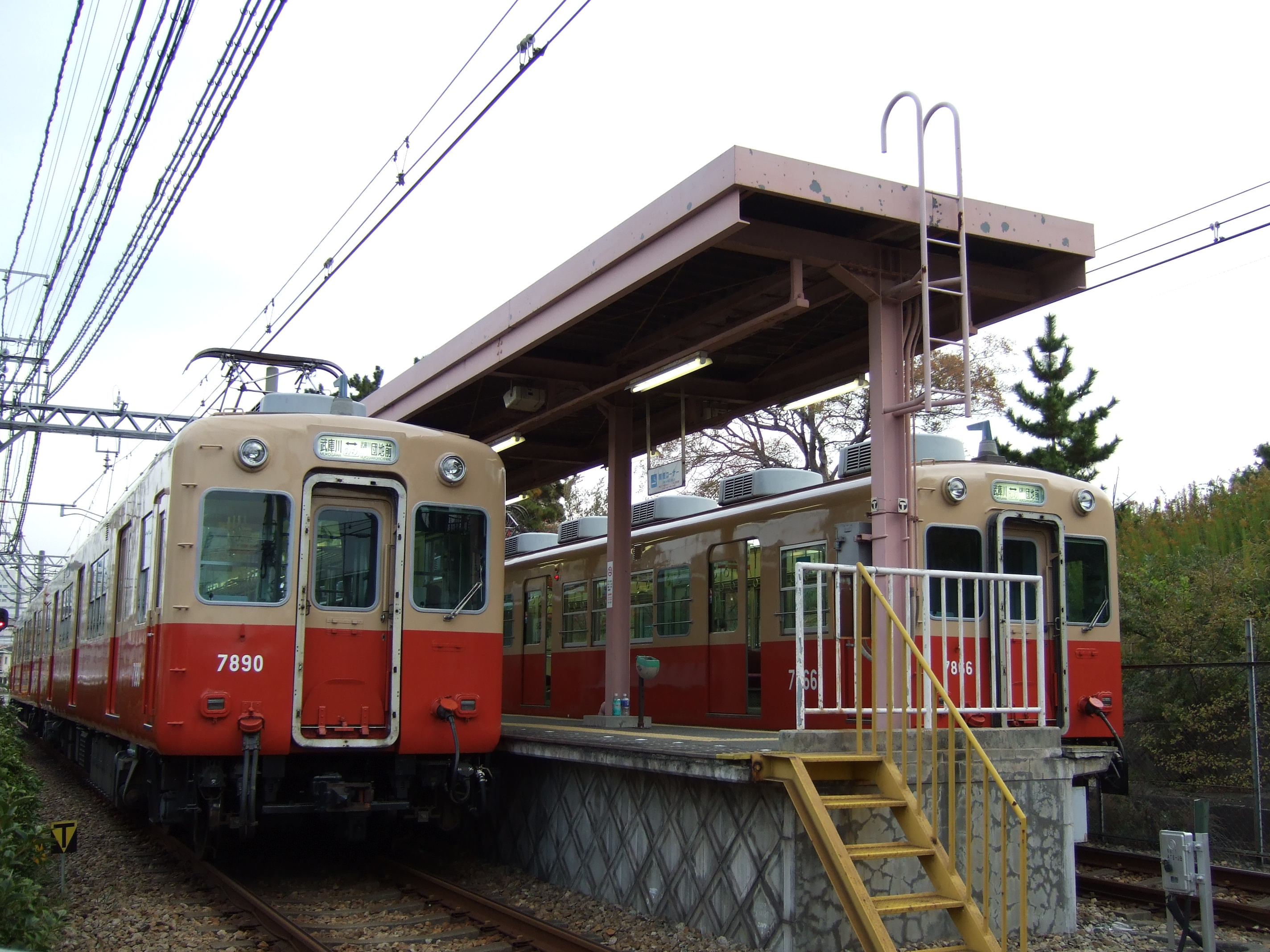
此站的列車交會。前方列車往武庫川。
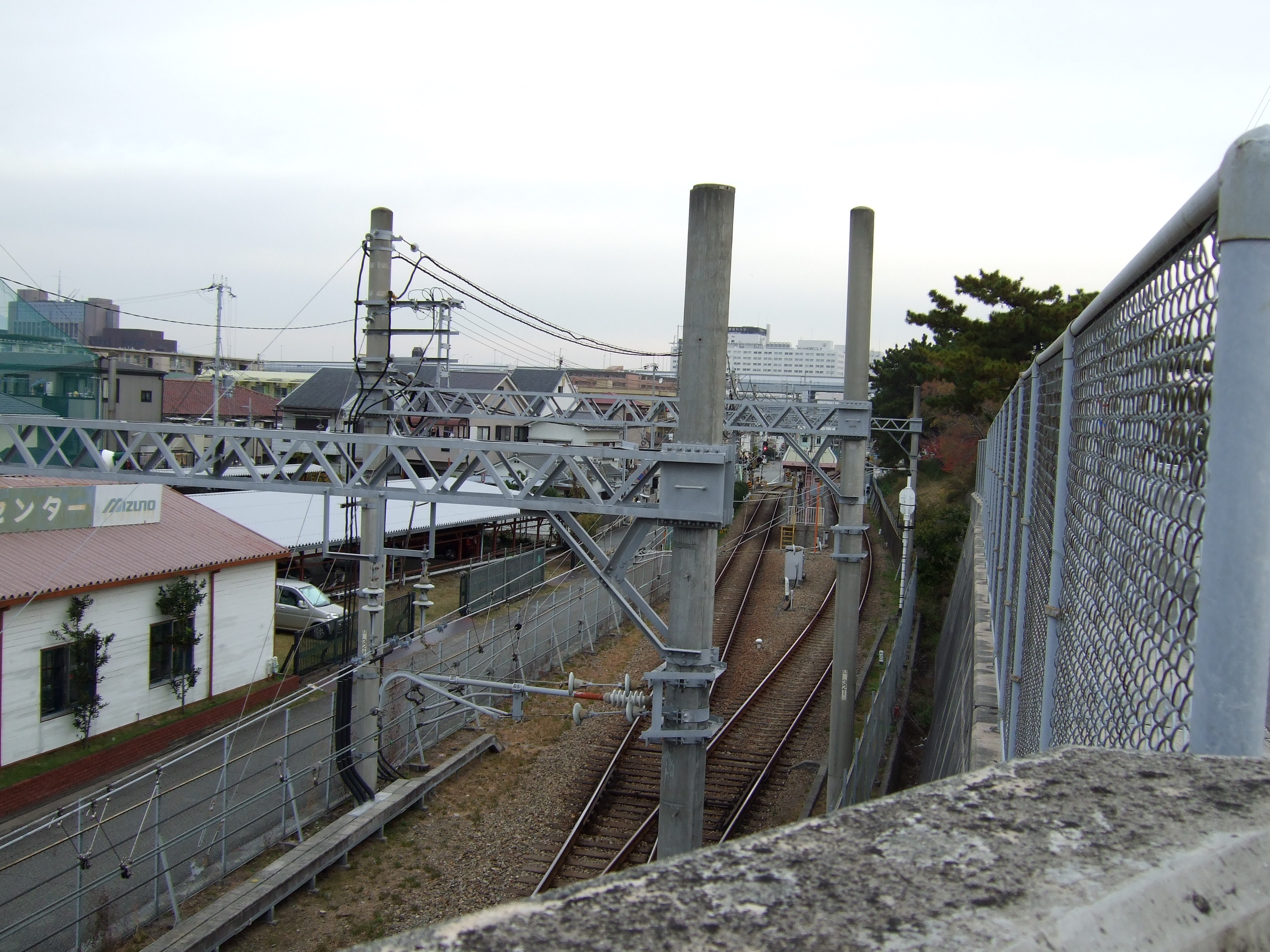
車站南側的陸橋。

## 相鄰車站
阪神電氣鐵道
 武庫川線
武庫川（HS 12）－東鳴尾（HS 53）－洲先（HS 52）

## 外部連結
- 東鳴尾（路線圖、車站資訊） - 阪神電氣鐵道